# Олівер Джексон-Коен
Олівер Мансур Джексон-Коен (англ. Oliver Mansour Jackson-Cohen, нар. 24 жовтня 1986 року) — англійський актор та модель. Він найбільш відомий своєю роллю Адріана Гріффіна в екранізації «Людини-невидимки» 2020 року і за його ролі в серіалах Netflix «Привиди будинку на пагорбі» (2018) та «Привиди маєтку Блай» (2020). Він також мав роль у телесеріалі 2013 року «Дракула».

## Дитинство
Джексон-Коен народився в Лондоні. Його мати, Бетті Джексон, була модельєром, а його покійний батько, Девід Коен, також був діловим партнером матері. Його мати — англійка, протестантка. Його батько був з ортодоксальної єврейської родини, яка переїхала до Франції в 1950-х роках; Джексон-Коен заявив, що вони були єгипетського та туніського єврейського походження.
Джексон-Коен відвідував франкомовну школу і каже, що має легкий французький акцент.
Після закінчення школи Олівер почав займатися акторською майстерністю, потім почав мити вази для флориста, щоб фінансово підтримати себе між прослуховуваннями. Він відвідував Інститут театру та кіно Лі Страсберга в Нью-Йорку, оскільки не потрапив до театральної школи в Лондоні. Його метою було «пройти базовий рік, а потім знову подати заявку в Лондон», але залишив навчання через чотири місяці, оскільки йому запропонували роботу.
У 2017 році він заявив у дописі в Instagram, що у нього офіційно діагностовано посттравматичний стресовий розлад, спричинений сексуальним насильством у дитинстві.

## Кар'єра
Джексон-Коен дебютував на телебаченні у 2002 році в епізоді серіалу «Голіокс», коли йому було 15. У 2010 році він зіграв кілера в бойовику «Нещадний» з Двейном Джонсоном. У 2013 році Джексон-Коен отримав роль журналіста Джонатана Харкера в серіалі NBC «Дракула». Він також грав ролі в серіалах Netflix «Привиди будинку на пагорбі» (2018) та «Привиди маєтку Блай» (2020). Потім Джексон-Коен знявся разом з Елізабет Мосс у науково-фантастичному фільмі жахів «Людина-невидимка», виконавши головну роль. Пізніше він заявив, що престур фільму був важким, оскільки він розпочався лише через три дні після смерті його батька. У червні 2021 року було оголошено, що він зіграє роль Джеймса Елліса в серіалі Apple TV+ «На поверхні». Прем'єра серіалу відбулася 29 липня 2022 року.

## Фільмографія

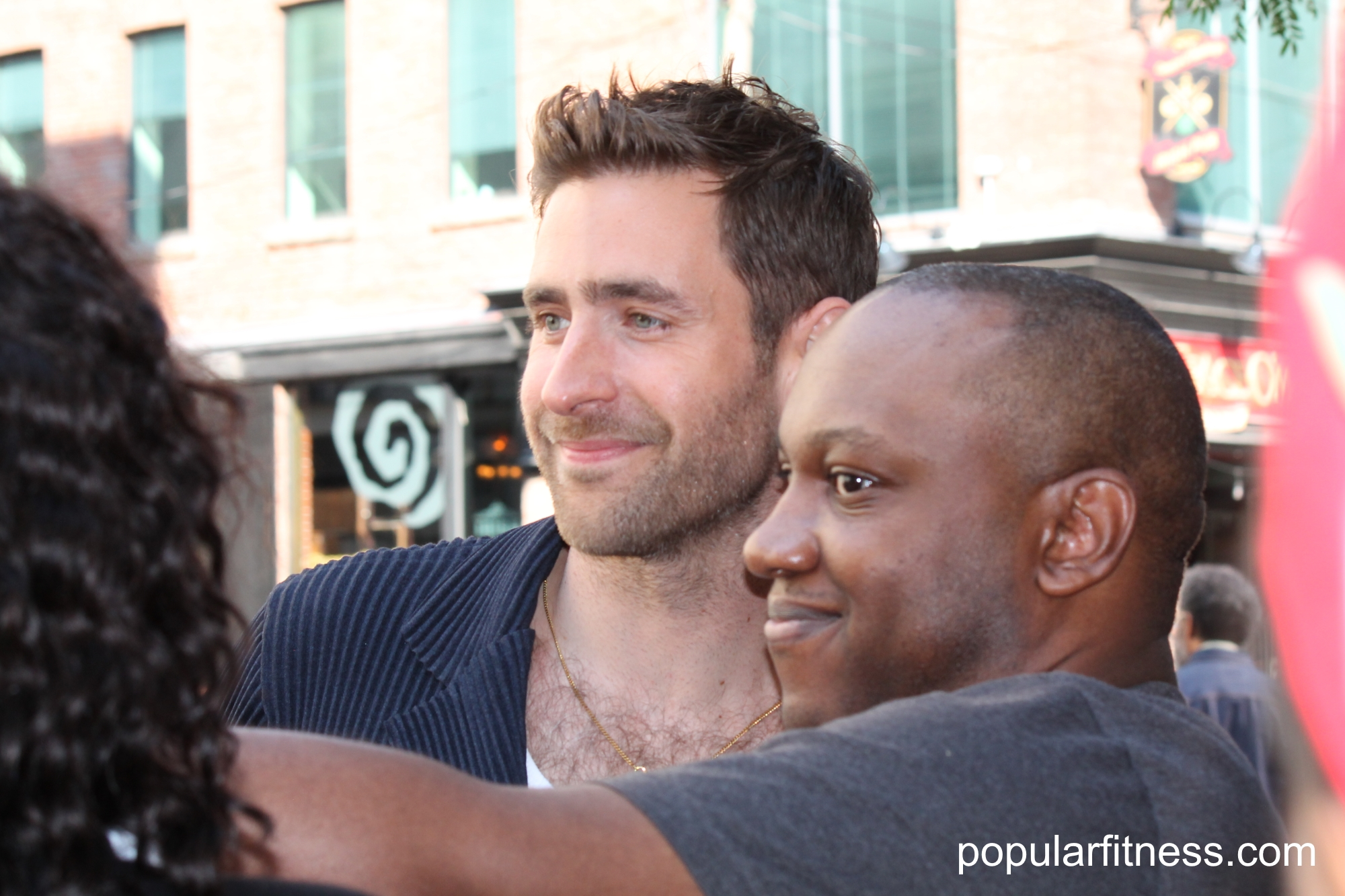
Олівер Джексон-Коен на прем'єрі фільму "Емілі" у Торонто

### Фільми
| Рік  | Назва                       | Роль           |
| ---- | --------------------------- | -------------- |
| 2008 | The Rooftopsmiths           | Маркус         |
| 2010 | На відстані кохання         | Деймон         |
| 2010 | Нещадний                    | Кіллер         |
| 2011 | Скільки у тебе?             | Едді Фогель    |
| 2012 | Destinée                    | Нік            |
| 2012 | Ворон                       | Джон Кантрелл  |
| 2016 | Незважаючи на падаючий сніг | Міша           |
| 2016 | Цілитель                    | Алек Бейлі     |
| 2019 | Список містера Малкольма    | Лорд Кессіді   |
| 2020 | Людина-невидимка            | Едріан Гріффін |
| 2021 | Незнайома дочка             | Тоні           |
| 2022 | Список містера Малкольма    | Лорд Кессіді   |
| 2022 | Емілі                       | Вільям Вейтман |

### Телебачення
| Year         | Title                         | Role                     |
| ------------ | ----------------------------- | ------------------------ |
| 2002         | Голіокс                       | Жан-П'єр                 |
| 2007         | The Time of Your Life         | Маркус                   |
| 2008         | Вдосвіта — в Кендлфорд        | Філіп Уайт               |
| 2008         | Розкопки                      | Колм                     |
| 2012         | Світ без кінця                | Ральф Фіцджеральд        |
| 2013         | Містер Селфрідж               | Родерік (Родді) Темпл    |
| 2013–2014    | Дракула                       | Джонатан Харкер          |
| 2014         | Велика пожежа                 | Джеймс, герцог Йоркський |
| 2015         | Таємна річка                  | Вільям Торнхілл          |
| 2017         | Смарагдове місто              | Роан / Лукас             |
| 2017         | Людина в помаранчевій сорочці | Майкл Берріман           |
| 2018         | Привиди будинку на пагорбі    | Дорослий Люк Крейн       |
| 2020         | Привиди маєтку Блай           | Пітер Квінт              |
| 2022–дотепер | На поверхні                   | Джеймс Елліс             |
| 2025         | У напрямку до нуля            | Невіл Стрендж            |